# The Gnostic Preludes
The Gnostic Preludes je studiové album Johna Zorna. Album vyšlo 13. března 2012 pod značkou Tzadik Records. Jedná se o druhé Zornovo album, vydané v tomto roce.

## Seznam skladeb
Autorem všech skladeb je John Zorn.
| Pořadí         | Název                           | Délka |
| -------------- | ------------------------------- | ----- |
| 1.             | Prelude 1: The Middle Pillar    | 6:39  |
| 2.             | Prelude 2: The Book of Pleasure | 6:05  |
| 3.             | Prelude of Light                | 5:56  |
| 4.             | Prelude 4: Diatesseron          | 4:35  |
| 5.             | Prelude 5: Music of the Spheres | 8:13  |
| 6.             | Prelude 6: Circumambulation     | 6:33  |
| 7.             | Prelude 7: Sign and Sigil       | 6:22  |
| 8.             | Prelude 8: The Invisibles       | 3:35  |
| Celková délka: | Celková délka:                  | 47:58 |

## Sestava
- Carol Emanuel – harfa
- Bill Frisell – kytara
- Kenny Wollesen – vibrafon, zvony[2]